# Bujr nuur
Bujr nuur (mong. Буйр нуур; chiń. 貝爾湖; pinyin Bèi’ěr Hú) – słodkowodne jezioro we wschodniej Mongolii, na granicy z Chinami, do których należy północno-zachodni skrawek zbiornika.
Jezioro o powierzchni 610 km², długości do 40 km i szerokości do 20 km. Leży na wysokości 583 m n.p.m. Do jeziora wpada jedno z koryt Chalchyn gol. Bardzo rybne, głównie sazan, szczupak i miętus pospolity.